# Boltzmann-eloszlás
A matematikában, kémiában, és a fizikában a Boltzmann-eloszlás (Gibbs-eloszlásnak is szokták hívni) egy valószínűség-eloszlás, vagy valószínűség-mérték, mely egy rendszer állapotainak eloszlását jellemzi.
Például a Boltzmann-eloszlás megadja, hogy egy elszigetelt rendszerben milyen valószínűséggel, illetve milyen gyakorisággal fordulhatnak elő egy adott energiával rendelkező molekulák.
Az eloszlást 1901-ben fedezte fel J. W. Gibbs a klasszikus statisztikus mechanika tanulmányozása kapcsán. Ezzel alapozta meg a kanonikus sokaság koncepcióját. Egy még általánosabb beállításban a Boltzmann-eloszlást Gibbs-mértéknek ismerik.

## Definíció
A Boltzmann-eloszlás Ni / N részecskére, melyek i állapotban, Ei energiával rendelkeznek:
{\displaystyle {N_{i} \over N}={g_{i}e^{-E_{i}/(k_{B}T)} \over Z(T)}}
ahol {\displaystyle k_{B}} a Boltzmann-állandó, T a hőmérséklet, {\displaystyle g_{i}}, az Ei energiával rendelkező szintek száma; (néha az általánosabb „állapot”-ot használják a szintek helyett). N a részecskék teljes száma, és Z(T) a partíciófüggvény.
{\displaystyle N=\sum _{i}N_{i},}
{\displaystyle Z(T)=\sum _{i}g_{i}e^{-E_{i}/(k_{B}T)}.}
Más értelmezésben, egy jól definiált hőmérsékleten lévő egyedülálló rendszernél megadja annak a valószínűségét, hogy a rendszer a specifikált állapotban tartózkodik.
A Boltzmann-eloszlás csak azokra a részecskékre érvényes, melyek elég magas hőmérsékletűek, és sűrűségük elegendően alacsony ahhoz, hogy a kvantumhatások elhanyagolhatók legyenek, és a részecskék a Maxwell–Boltzmann statisztika szerint viselkednek. (Lásd még a Boltzmann-eloszlás deriválása cikket).
A Boltzmann-eloszlást gyakran a β = 1/kT kifejezéssel írják le, ahol a β a termodinamikus béta. Az {\displaystyle e^{-\beta E_{i}}} vagy a {\displaystyle e^{-E_{i}/(kT)}} kifejezéseket, melyek egy állapot relatív valószínűségét adják meg, Boltzmann-tényezőnek hívják; gyakran előfordulnak fizikai és kémiai tanulmányokban.
Amikor az energia egyszerűen a részecske mozgási energiája:
{\displaystyle E_{i}={\begin{matrix}{\frac {1}{2}}\end{matrix}}mv^{2},}
akkor az eloszlás helyesen adja meg a gázmolekulák sebességének Maxwell–Boltzmann eloszlását, melyet Maxwell már 1859-ben megjósolt. A Boltzmann-eloszlás azonban jóval általánosabb. Például megjósolja a részecskesűrűség változásait gravitációs térben, ha {\displaystyle E_{i}={\begin{matrix}{\frac {1}{2}}\end{matrix}}mv^{2}+mgh}. Valójában az eloszlás mindig alkalmazható, amikor a kvantumhatás elhanyagolható.
Néhány esetben, a folytonossági közelítés használható. Ha g(E) dE állapotok E től E + dE energiával rendelkeznek, akkor a Boltzmann-eloszlás megjósolja az energia valószínűség-eloszlását:
{\displaystyle p(E)\,dE={g(E)e^{-\beta E} \over \int g(E')e^{-\beta E'}\,dE'}\,dE.}
Ekkor g(E) az állapotok sűrűsége, ha az energiaspektrum folytonos.
Az ilyen energiaeloszlást mutató klasszikus részecskék a Maxwell–Boltzmann-statisztika szerint viselkednek.
A klasszikus korlátok esetén, például {\displaystyle E/(kT)} nagy értékeinél, vagy kis állapotsűrűség esetén, amikor a részecskék hullámfüggvényei gyakorlatilag nem fedik át egymást, mind a Bose–Einstein-, mind a Fermi–Dirac-eloszlások Boltzmann-eloszlásokká válnak.

## Deriválás
- Lásd Maxwell–Boltzmann-statisztika.

## Fordítás
- Ez a szócikk részben vagy egészben  a   Boltzmann distribution című angol Wikipédia-szócikk fordításán alapul.  Az eredeti cikk szerkesztőit annak laptörténete sorolja fel. Ez a jelzés csupán a megfogalmazás eredetét és a szerzői jogokat jelzi, nem szolgál a cikkben szereplő információk forrásmegjelöléseként.